# Пристава
Пристава (словен. Pristava) — поселення в общині Ново Место, регіон Південно-Східна Словенія, Словенія.